# Mathilde Rivière
Mathilde Rivière (Dreux, 18 de diciembre de 1989) es una deportista francesa que compite en lucha libre.  Ganó una medalla de bronce en el Campeonato Europeo de Lucha de 2017, en la categoría de 55 kg.

## Palmarés internacional
| Campeonato Europeo | Campeonato Europeo | Campeonato Europeo | Campeonato Europeo |
| Año                | Lugar              | Medalla            | Categoría          |
| ------------------ | ------------------ | ------------------ | ------------------ |
| 2017               | Novi Sad (Serbia)  | Medalla de bronce  | 55 kg              |